# Cyndie Allemann
Pour les articles homonymes, voir Allemann.
Cyndie Allemann est une pilote automobile suisse née le 4 avril 1986 à Moutier.

## Biographie
Issue d'une famille de passionnés de sports mécaniques (son père Kurt et son frère Ken ont remporté plusieurs titres de champion de Suisse de karting), Cyndie Allemann s'installe pour la première fois au volant d'un karting à l'âge de 7 ans. Au fil des années, elle se forge un joli palmarès, marqué notamment par un titre de championne d'Europe Cadet de karting en 1999.
En 2004, elle passe à l'automobile, dans le championnat de Suisse de Formule Renault (6e du championnat avec deux podiums) ainsi que dans quelques épreuves du championnat d'Allemagne. En 2005, elle se concentre sur l'Allemagne où elle participe au championnat de Formule Renault (12e) avant d'accéder en 2006 à la Coupe d'Allemagne de Formule 3 (9e avec un podium et une pole position au Lausitzring). Elle reste en Formule 3 en 2007 mais pour y disputer le relevé championnat de Formule 3 Euro Series où elle n'inscrit pas le moindre point.
En 2008, elle donne une toute nouvelle orientation à sa carrière et part en Amérique du Nord pour y disputer le championnat Indy Lights, la formule de promotion de l'Indy Racing League.
En juin 2010, elle participera aux 24 Heures du Mans en compagnie de Natacha Gachnang et Rahel Frey au volant de la Ford GT no 61 de l'équipe Matech GT Racing. En préparation de cette course, elle a participé aux 1 000 km de Spa Francorchamps, les 7, 8 et 9 mai 2010, décrochant un podium en catégorie GT1.

## Résultats aux 24 Heures du Mans
| Année | Voiture | Équipe             | Équipiers                     | Résultat |
| ----- | ------- | ------------------ | ----------------------------- | -------- |
| 2010  | Ford GT | Matech Competition | Natacha Gachnang / Rahel Frey | Abandon  |